# 伊斯蘭世界的發明
伊斯蘭世界技术發明的種類繁多，這個範圍西起安達盧斯及非洲，東至印度次大陸及馬來群島。

## 天文器材
穆斯林天文學家發展出各式各樣的天文器材，包括各種星盤。星盤本來是西元前二世紀的喜帕恰斯所發明的，但是後來被穆斯林大幅改進。穆斯林使用這類器材以從事天文學的研究、占星術、導航、測量、計時以及禮拜朝向定位等。

## 化學科技

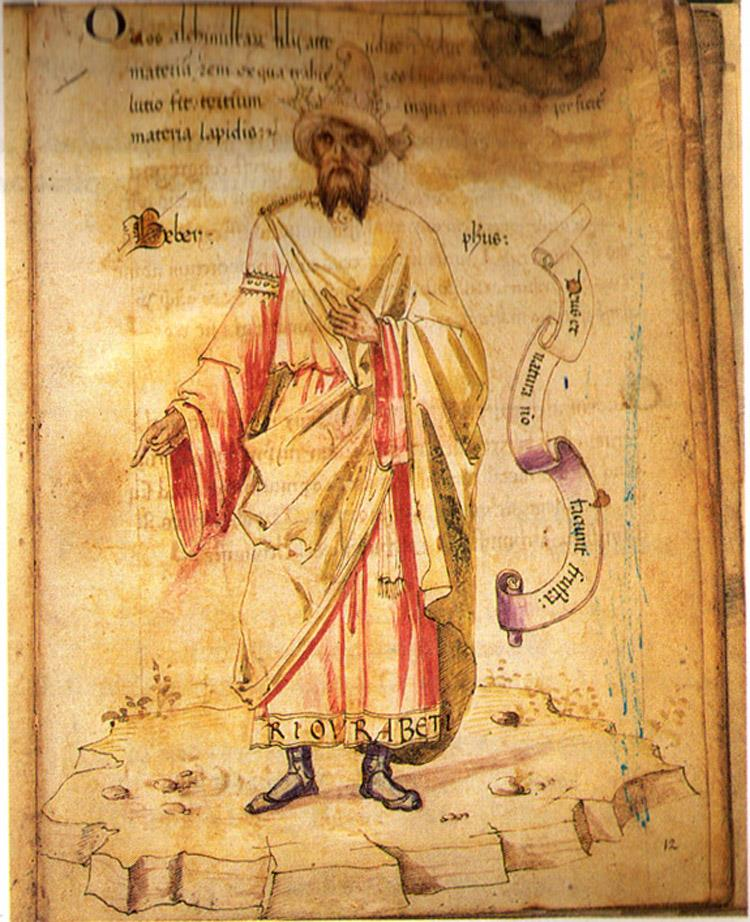
賈比爾，化學之父，發明了蒸餾器以及許多種類的化學物質，包括蒸餾酒。他也建立了香水工業。

- 乙酸：阿拉伯煉金術士賈比爾，於公元8世紀，從醋中提煉出乙酸。

## 機械科技

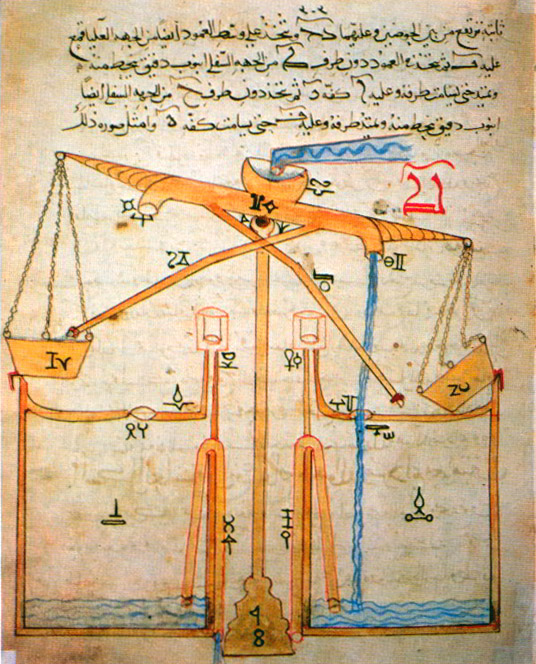
賈札里發明的汲水設備